# سيرجي نيلوس
سيرغ اليكسندروفيتش نيلوس ولد عام 1862 م و توفى عام 1929 م، كان كاتباً و محرراً روسياً، و هو واحداً من أول المحررين لبروتوكولات حكماء صهيون و قد تم ارساله إلى السجن عدّة مرات في الاتحاد السوفيتي.